# Судански сукоб у Јужном Кордофану и Плавом Нилу
Судански сукоб у Јужном Кордофану и Плавом Нилу, такође познат и као Трећи судански грађански рат,конфликт је који се догодио у региону Абјеј на граници северног Судана и Јужног Судана. Трајао је 8 година, од 5. јуна2011 до 31. августа2022, а у њему су учествовале војне снаге северног Судана и Народна армија за ослобођење Судана. Наиме, регион Абјеја се не налази на територији Јужног Судана, али је насељен становништвом које већински подржава његову политику.

Рат се завршио нерјешено. Годину дана касније, почео је нови грађански рат у Судану.